# Paul Pierret
Pour les articles homonymes, voir Pierret.
Charles Paul Pierret, né le 25 juin 1836 à Rambouillet et mort le 10 janvier 1916 à Versailles, est un archéologue français, spécialiste en égyptologie.

## Biographie
Né à Rambouillet le 25 juin 1836, Charles Paul Pierret est le petit-fils de Jacques Joseph Aubry, maire de Rambouillet de 1834 à 1843. Il est le fils de Charles Joseph Pierret, musicien, compositeur et professeur de musique à Paris, et de Charlotte Sophie Aubry.
Il est le neveu de Savinien François Pierret (1798-1852), musicien et professeur de musique, dessinateur, lithographe et caricaturiste des milieux du théâtre.
Le 8 octobre 1879, il épouse à Versailles Jeanne Louise Marguerite Scapre, fille d'orfèvre, artiste peintre connue sous le nom de Jeanne Scapre-Pierret.
Il meurt à son domicile, 4 rue Royale de cette ville, le 10 janvier 1916 à l'âge de 79 ans, à la survivance de son épouse et est inhumé au cimetière Saint-Louis de Versailles. Il est également parent de l'explorateur Victor Charles Lottin.

## Carrière
Charles Paul Pierret commence sa carrière en 1867 comme attaché de conservation. Successeur de Jean-François Champollion et d'Emmanuel de Rougé, il devient le conservateur du département des Antiquités égyptiennes du musée du Louvre en 1873. Lors de la fondation de l'École du Louvre en 1882, il est le premier titulaire de la chaire d'égyptologie. Officier d'Académie, il est élevé en 1888 au titre de chevalier de la Légion d'honneur.

## Sélection d'œuvres

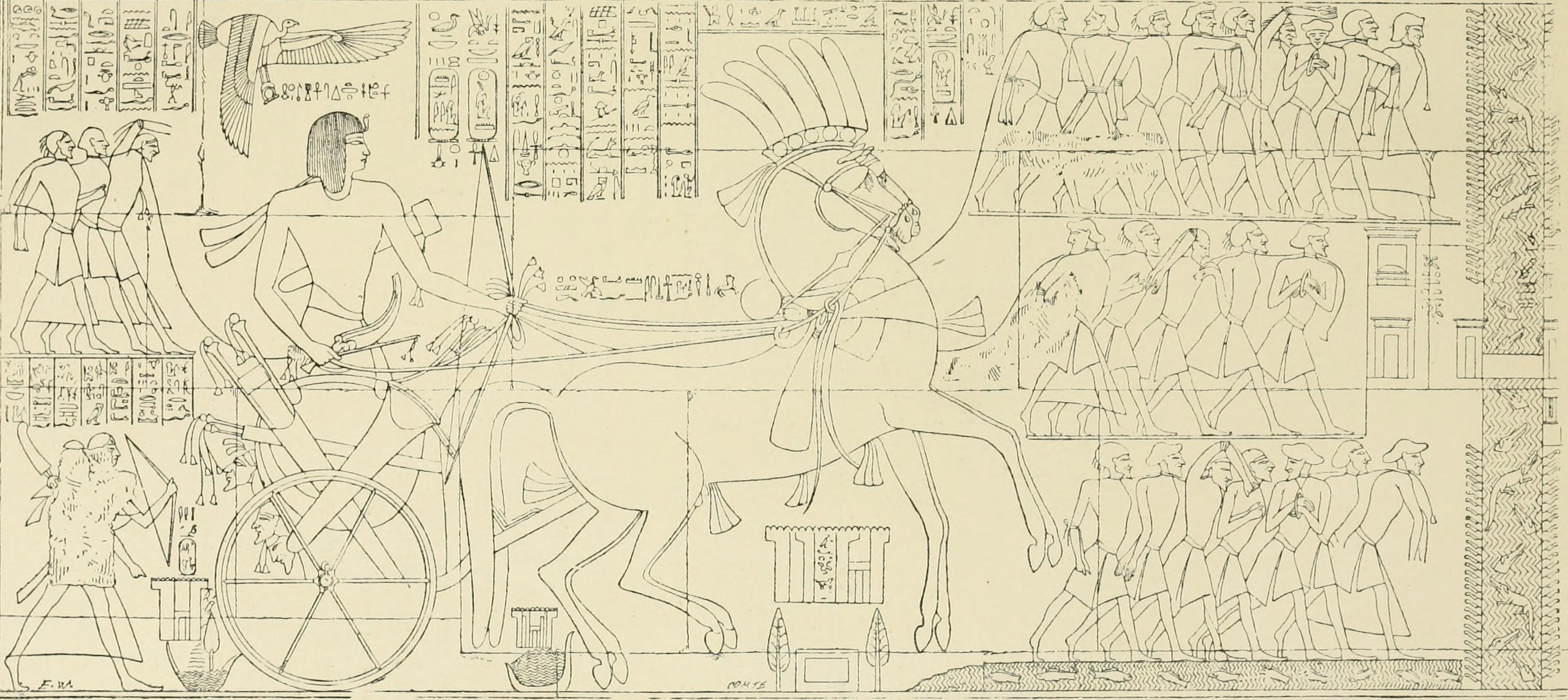
Stèle de Suti et Har, architectes à Thèbes, traduite en français par Paul Pierret, ouvrage de 1883

- Catalogue de la salle historique de la galerie égyptienne, 1873
- Essai sur la mythologie égyptienne, 1879
- Le Panthéon égyptien, 1881
- Le Livre des morts égyptiens : traduction complète d'après le papyrus de Turin et les manuscrits du Louvre accompagnée de notes et suivie d'un index analytique. 1882 . 2e éd. : 1907
- Petit manuel de mythologie : comprenant les mythologies indo-européenne et sémitique (Hindoue, Zende, Grecque, Romaine, Gauloise, Scandinave, Assyrienne  Phénicienne, Arabe, Égyptienne), Paris, 1978, Didier, 206 p.lire en ligne sur Gallica